# مارينر 6 ومارينر 7

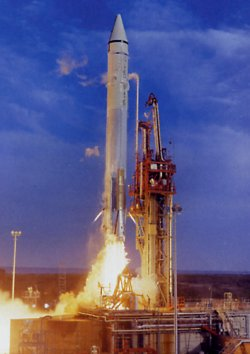
إطلاق مارينر 7.

مارينر 6 ومارينر 7 (بالإنجليزية: Mariner 6 and Mariner 7)‏ هما مسباران أرسلتهما ناسا عام 1969
في إطار برنامج مارينر لدراسة المريخ، وقد اتخد أحدهما مسارا عند خط الاستواء المريخي والآخر مسارا قطبيا جنوبيا وقاما بتحليل الغلاف الجوي للمريخ وتصوير مئات من الصور لسطحه. وكان الغرض أيضا التهيد التكنولوجي لبعثات أخرى إلى المريخ. وقد استخدمت المعلومات التي بعث بها مارينر 6 لبرمجة مارينر 7 الذي خلفه بمدة 5 أيام.
وقد أقلع مارينر 6 من منصة الأقلاع 36B بمركز كينيدي للفضاء  وأقلع مارينر 7 من المنصة 36A.
وفي 29 يوليو 1969 وقبل الوصول إلى اقرب نقطة على المسار بالنسبة للمريخ فقد الاتصال مع مارينر 7، وتبين لاحقا ان أحد البطاريات فيه قد انفجرت. ورغم ذلك فكانت المعلومات التي أرسلها مارينر 7 إلى الأرض قبل حدوث عطل البطارية كان مفيدا للغاية حيث روعيت في أخدها بعض بيانات مكتسبة من مارينر 6.

## الإطلاق
جرى بناء ثلاثة مسبارات مارينر من أجل المهمة، اثنان للطيران وواحد احتياطي في حال فشل المهمة. شُحنت المركبات الفضائية إلى كيب كانافيرال على متن صواريخ أطلس سينتور في ديسمبر عام 1968 ويناير عام 1969 للبدء بعمليات الفحص والاختبار ما قبل الإطلاق. خضعت مارينر6 لعملية عد تنازلي محاكاة في المنصة 36إيه في مجمع الإطلاق في 14 فبراير، وشُغلت الطاقة الكهربائية، لكن لم يتم تزويد المعززات بالمادة الدافعة. تعطل المرحل الكهربائي في أطلس أثناء التشغيل التجريبي، وانفتح صمامين في نظام الغاز المضغوط، مما سمح بتسرب ضغط غاز الهيليوم من قشرة بالون المعزز. بدأ أطلس بالانهيار، لكن فعّل اثنان من تقنيي المنصة بسرعة مفتاح التجاوز اليدوي لإغلاق الصمامات وضخ الهيليوم مرة أخرى في المعزز. على الرغم من تأمين مارينر6 ومرحلة سينتور (مرحلة عليا في صاروخ أطلس) الخاصة بها، إلّا أن أطلس تعرض لضرر هيكلي ولم يمكن إعادة استخدامه، لذلك جرى نقلهما عن الصاروخ ووضعا في أعلى مركبة إطلاق مارينر7 على منصة الإطلاق المجاورة 36بي في مجمع الإطلاق، بينما استُخدم صاروخ أطلس آخر من أجل مارينر7. منحت ناسا التقنيان سريعا البديهة بيل ماكلور وتشارلز (جاك) بيفرلن ميدالية الشجاعة الاستثنائية لشجاعتهما في المخاطرة بسحقهما تحت الصاروخ الذي يبلغ طوله 124 قدم. سُمّي جرف على المريخ زاره مؤخرًا روفر ناسا أبورتيونيتي بجرف ماكلور- بيفرلن تكريمًا لهذا الزوج الذي توفي منذ ذلك الحين.
غادرت مارينر6 من المنصة 36 بي في مجمع الإطلاق في كيب كانافيرال في 25 فبراير عام 1969 على متن أطلس سينتور إيه سي -20، وغادرت مارينر7 من المنصة 36إيه في مجمع الإطلاق في 27 مارس على متن أطلس سينتور إيه سي- 19. سارت مرحلتي التعزيز لكل من المركبتين وفقًا للخطة، ولم تحدث أية شذوذات خطيرة في أي من مركبات الإطلاق. جمّد تسرب طفيف في الأكسجين السائل بعض من مجسات القياس عن بعد في الصاروخ إيه سي-20، وقد سُجل هذا على أنه انخفاض في ضغط وقود محرك المداومة، ومع ذلك، أدى المحرك عمله بشكل طبيعي خلال الرحلة المُزودة بالطاقة. بالإضافة إلى ذلك، توقف محرك المعزز عن العمل قبل الوقت اللازم ببضعة ثواني بسبب خطأ في مفتاح القطع، مما أدى لوقت احتراق أطول من الوقت المُراد لمحرك المداومة ومرحلة سينتور، لكن لم يشكل هذا تأثيرًا خطيرًا على أداء المركبة أو على مسار الرحلة. أُطلق الصاروخ إيه سي-20 عند سمت بلغ 108 درجة.
أُعدّت مرحلة سينتور في كلا الرحلتين لإنجاز مناورة كبح صاروخي بعد انفصال الكبسولة. ساعد هذا في غرضين، الأول هو منع تسرب المادة الدافعة من مرحلة سينتور المنتهية من الاتصال بالمسبار، وثانيًا لوضع المركبة في مسار يرسلها في مدار شمسي ويمنعها من الاصطدام بالمريخ، وذلك تجنبًا لتلوث محتمل للمريخ بميكروبات الأرضية.  